# Retrato de Teresa Sureda
El retrato de Teresa Sureda es un óleo sobre lienzo de 1804 de Francisco de Goya conservado en la Galería Nacional de Arte de Washington. Constituye el pendant o pareja del Retrato de Bartolomé Sureda, su marido.

## Contexto
En los años 1790, Francisco de Goya se había convertido en un pintor de moda, cuyos retratos eran muy solicitados, tanto por la aristocracia como por la alta burguesía madrileña. Bartolomé Sureda era un industrial mallorquín, casado con Teresa de Sureda, matrimonio que mantenía amistad con el pintor, a quien encargaron sus retratos.

## Análisis

El retrato de su marido fue pintado al mismo tiempo.

Al contrario que los dobles retratos matrimoniales renacentistas y barrocos donde las figuras miran uno hacia el otro y muestran poses similares o simétricas, Goya representaba a marido y mujer en actitudes muy diferentes. 
Aquí la esposa aparece sentada, el cuerpo de perfil sobre una butaca imperio. El movimiento procede de la cabeza girada hacia el espectador y la mano derecha descansando sobre el brazo izquierdo, colocado sobre el reposabrazos. El fondo neutro verde oscuro, aumenta el volumen, al estilo de Tiziano o Tintoretto.